# Scott Mechlowicz
Scott David Mechlowicz, más conocido como Scott Mechlowicz (Nueva York, 17 de enero de 1981), es un actor estadounidense. Su carrera comenzó en 2003 y hasta ahora es más conocido por sus papeles en Mean Creek, Eurotrip, Peaceful Warrior y Gone.

## Biografía
Mechlowicz se crio en una familia judía, su madre es una terapeuta respiratorio. Scott creció en Texas. Se graduó de la Escuela Secundaria Superior Plan en 1999 y estudió en la Universidad de Texas en Austin por un semestre. Mechlowicz posteriormente se trasladó a Los Ángeles, California, donde estudió en la UCLA y se graduó en 2003 con honores en el Conservatory Acting Program.
Después de aparecer en 2003 en Neverland, Mechlowicz hizo su debut cinematográfico en la comedia adolescente, Eurotrip - Pasaporte a la confusión, que se estrenó en febrero de 2004 y recibió críticas tanto positivas como negativas. Ese mismo año, protagonizó la película independiente Mean Creek, que fue filmada en 2003, y recibió un lanzamiento de teatro limitada hasta agosto de 2004. En la película, un drama oscuro sobre un adolescente, Mechlowicz interpretó a "Marty", el mayor de un grupo de adolescentes. La película recibió una recepción positiva por parte de los críticos. Mechlowicz también recibió el Independent Spirit Awards por su actuación en Mean Creek. En 2004 hizo un cameo en el video de la canción "I Don't Wanna Be" de Gavin DeGraw, en la que interpreta a un jugador de fútbol. En 2005 hizo una aparición en un episodio de la serie de televisión Dr. House.
Mechlowicz actuó en Peaceful Warrior (drama, basado en el libro El guerrero pacífico), en la que interpreta el papel de Dan Millman, basado en el autor del libro. Su siguiente película fue el thriller Gone, rodada en 2005 y lanzada en 2007.

## Filmografía
| Año  | Título              | Personaje    | Notas                             |
| ---- | ------------------- | ------------ | --------------------------------- |
| 2011 | Waiting for Forever | Jim          |                                   |
| 2010 | Undocumented        | Travis       |                                   |
| 2007 | Gone                | Taylor       |                                   |
| 2006 | Peaceful Warrior    | Dan Millman  |                                   |
| 2004 | Mean Creek          | Marty        |                                   |
| 2004 | Eurotrip            | Scott Thomas |                                   |
| 2004 | House               | Dan          | Temporada 1 episodio, "Paternity" |